# Municipio de Howard (Arkansas)
Howard Township es municipio del condado de Conway, Arkansas, Estados Unidos. Según el censo de 2020, tiene una población de 1866 habitantes.
Es una subdivisión exclusivamente geográfica, por cuanto el estado de Arkansas no utiliza la herramienta de los townships como municipios.

## Geografía
El municipio está ubicado en las coordenadas 35°8′38″N 92°35′22″O / 35.14389, -92.58944. Según la Oficina del Censo, tiene una superficie total de 143.87 km², de los cuales 139.36 km² corresponden a tierra firme y 4.51 km² están cubiertos de agua.

## Demografía
Según el censo de 2020, hay 1866 personas residiendo en la zona. La densidad de población es de 13.39 hab./km². El 63.18 % de los habitantes son blancos, el 26.37 % son afroamericanos, el 0.70 % son amerindios, el 0.96 % son asiáticos, el 3.75 % son de otras razas y el 5.04 % son de una mezcla de razas. Del total de la población, el 6.75 % son hispanos o latinos de cualquier raza.